# Epeorus
Genre
Epeorus est un genre d'insectes appartenant à l'ordre des éphéméroptères.
La seule espèce très répandue appartenant à ce genre est Epeorus assimilis.
Une autre espèce, rare, très proche d'E. assimilis, Epeorus alpicola, ne vit que sur les têtes de bassin en haute montagne.

## Liste d'espèces en Europe
- Epeorus alpicola
- Epeorus assimilis
- Epeorus sylvicola
- Epeorus torrentium
- Epeorus yougoslavicus
- Epeorus znojkoi